# Nadeschda Filaretowna von Meck

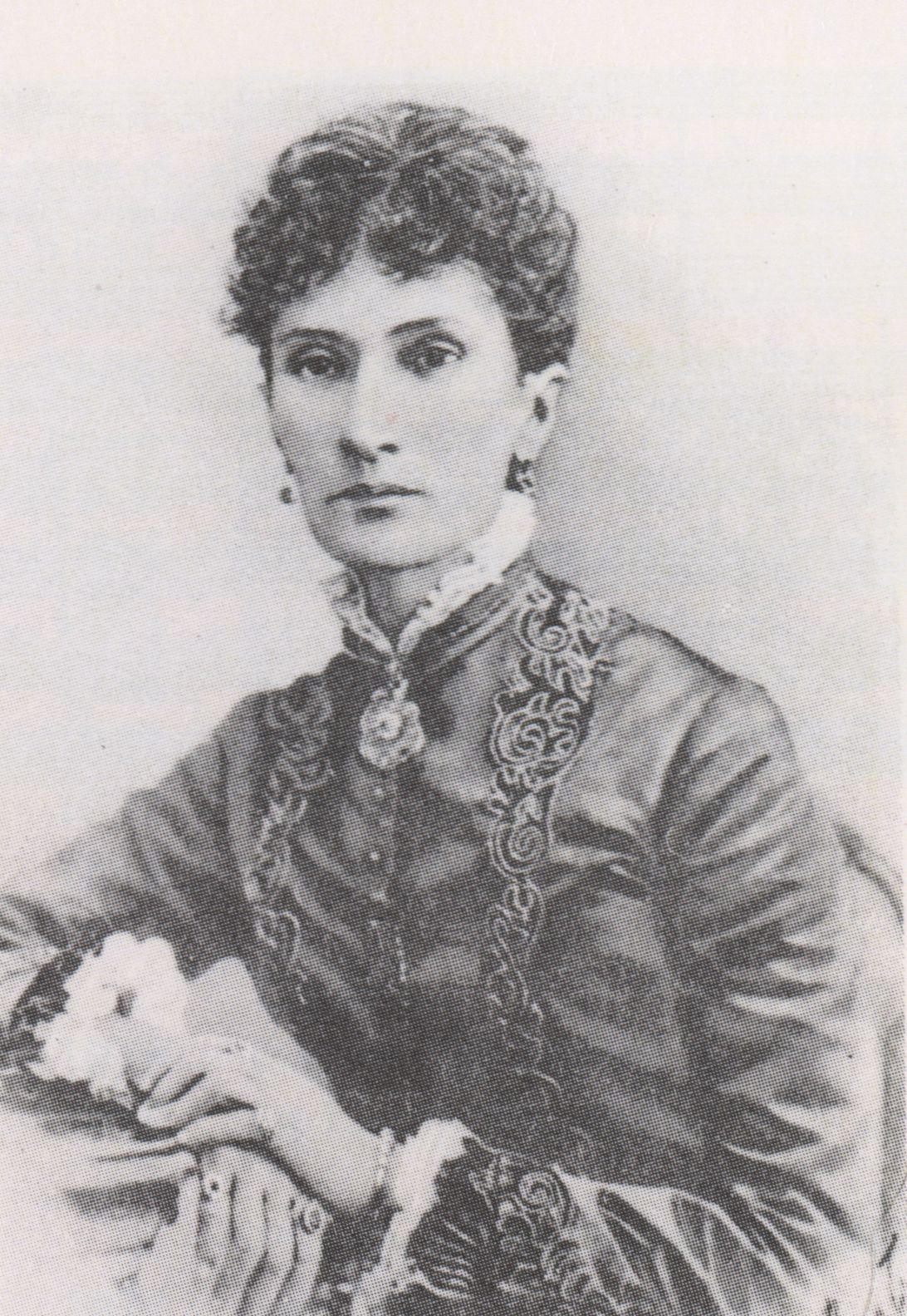
Nadeschda von Meck

Nadeschda Filaretowna von Meck (russisch Надежда Филаретовна фон Мекк, geborene Frolowskaja (russisch Фроловская), wiss. Transliteration Nadežda Filaretovna fon Mekk; * 29. Januarjul. / 10. Februar 1831greg. in Snamenskoje, Oblast Smolensk; † 1. Januarjul. / 13. Januar 1894greg. in Nizza oder Wiesbaden) war die Ehefrau und spätere Witwe des baltendeutschen Eisenbahnunternehmers Karl von Meck (1821–1876). 
Ihren Platz in der Musikgeschichte verdankt sie besonders der Tatsache, dass sie über 14 Jahre hinweg Mäzenin und Brieffreundin des russischen Komponisten Pjotr Iljitsch Tschaikowski war. Sie unterstützte aber auch andere Künstler, darunter Claude Debussy und Nikolai Rubinstein.

## Jugend und Ehejahre
Nadeschda Filaretowna entstammte einer musikliebenden Familie. Ihr Vater Filaret Frolowski war Großgrundbesitzer. Nadeschda erhielt früh Klavierunterricht und entwickelte sich zu einer passablen Pianistin. Außerdem erwarb sie sich umfangreiches Wissen in Literatur, Geschichte und Fremdsprachen.
Im Alter von 17 Jahren heiratete sie den aus Riga stammenden 28-jährigen Karl Georg Otto von Meck (1821–1876). Dieser war anfangs mit geringem Einkommen als Ingenieur des staatlichen Verkehrswesens tätig. Auf Betreiben seiner Frau hin, die ihn in geschäftlichen Dingen wesentlich unterstützte, gab er seine Beamtenstellung auf und verlegte sich auf den Eisenbahnbau, was sich als finanziell sehr erfolgreich erwies. 1876 verstarb Karl von Meck und hinterließ seiner 45-jährigen Witwe neben einem Haus in Moskau und einem Gut in Brailow (Ukraine) ein sehr großes Vermögen und die Kontrolle über zwei Eisenbahnlinien.
Nadeschda von Meck zog sich nach dem Tod ihres Mannes völlig aus dem gesellschaftlichen Leben zurück und widmete sich geschäftlichen Dingen (eine der Bahnlinien verkaufte sie, die andere leitete sie gemeinsam mit ihrem Bruder und dem ältesten Sohn Wladimir) und der Erziehung ihrer Kinder; in der Ehe waren 18 Kinder geboren worden, von denen elf das Erwachsenenalter erreichten (sechs Mädchen und fünf Jungen). Unterstützt wurde sie dabei von mehreren Dienern, Erzieherinnen, deutschen und französischen Lehrern und mindestens einem Musiker, der die Kinder unterrichtete und mit ihr musizierte. 
Ihre Leidenschaft galt der Musik, insbesondere derjenigen Tschaikowskis, dessen Ende 1873 uraufgeführte Orchesterfantasie Der Sturm op. 18 sie nachhaltig beeindruckt hatte. Sie beschloss, mit dem Komponisten in Kontakt zu treten, und beauftragte ihn über den Geiger und Tschaikowski-Schüler Josef Kotek, der Mitte der 1870er-Jahre in ihrem Hausstand als Musiklehrer arbeitete (auf Empfehlung des von ihr geförderten Nikolai Rubinstein), gegen ein hohes Honorar mit einem Werk für Klavier und Geige.
Anfang 1880 nahm Nadeschda von Meck den auf einer Konzerttournee in Moskau schwer erkrankten Komponisten und Violinisten Henryk Wieniawski in ihr Haus auf. Im selben Jahr war für einige Zeit Claude Debussy Hauspianist und Klavierpartner Nadeschda von Mecks, begleitete sie in die Schweiz, nach Frankreich und Italien, und war auch in den folgenden beiden Sommern Gast auf deren russischen Gütern.

## Brieffreundschaft mit Tschaikowski

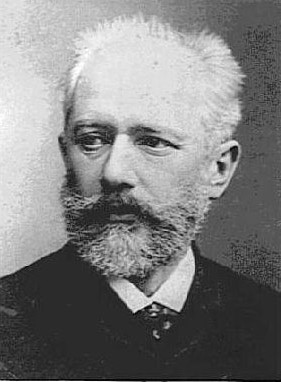
Pjotr Iljitsch Tschaikowski im Jahr 1875

Die von Tschaikowski an Nadeschda von Meck gelieferte Auftragskomposition wurde von dieser mit einem Dankesbrief beantwortet:
Moskau, 6. Dezemberjul. / 18. Dezember 1876greg.[…] Es ist überflüssig, Ihnen zu sagen, wie begeistert ich von Ihrer Komposition bin, da Sie wohl anderes Lob gewohnt sind und die Verehrung eines auf dem Gebiete der Musik so unbedeutenden Wesens wie ich Ihnen nur lächerlich vorkommen könnte. Mir aber ist meine Freude an Ihrer Musik so teuer, daß niemand darüber lächeln soll […].
Damit begann eine fast 14-jährige Korrespondenz, in deren Verlauf 1204 Briefe gewechselt wurden. Ungewöhnlich war die einvernehmliche Abmachung, auf persönliche Begegnungen zu verzichten (wenngleich es Anzeichen in der Korrespondenz gibt, dass Nadeschda von Meck in den Anfängen der Briefbeziehung einem persönlichen Kontakt weniger abgeneigt war als der Komponist). Tatsächlich kam es während der gesamten Zeit des Briefkontakts nur zu einzelnen, flüchtigen Begegnungen von ferne, bei denen kein Wort gewechselt wurde. Dennoch genossen sie zuweilen den Reiz, die Nähe des jeweiligen Briefpartners zu spüren. Nadeschda von Meck lud den Komponisten während ihrer Abwesenheit mehrfach auf ihre Güter ein, und beide verbrachten wiederholt Auslandsaufenthalte zu gleicher Zeit in derselben Stadt, wobei Ausfahrten so terminiert wurden, dass keine direkte Begegnung stattfand.
Die oft sehr persönliche und von gegenseitiger Wertschätzung zeugende Korrespondenz Tschaikowski – von Meck umfasst auch musikästhetische und philosophisch-religiöse Themen. Dabei zeigen die Auffassungen beider auch in ihrer Menschenscheu ähnlichen Persönlichkeiten oft große Übereinstimmung (in der Literatur gerne als „Seelenverwandtschaft“ tituliert). Die regelmäßigen Berichte Tschaikowskis über seine Reisen, Kompositionspläne, Begegnungen und eigene Stimmungsschwankungen tragen autobiographischen Charakter und ermöglichen umfangreiche Einblicke in Tschaikowskis Schaffensprozesse und Persönlichkeit.
Nadeschda von Meck nahm nachhaltigen Einfluss auf Tschaikowskis Leben, als sie ihm ab Ende 1877 eine Jahresrente von 6000 Rubel gewährte. Dadurch wurde er in die Lage versetzt, die ungeliebte Lehrtätigkeit am Moskauer Konservatorium aufzugeben und sich vermehrt dem eigenen Schaffen zu widmen. Die Widmung „meinem besten Freund“ der 1877 komponierten und 1878 uraufgeführten 4. Sinfonie Tschaikowskis galt Nadeschda von Meck, wobei der Verzicht auf einen Namen dem Wunsch der Widmungsträgerin entsprach:
Brailow, 14. Junijul. / 26. Juni 1877greg.[…] Ehe ich meinen Wunsch äußere, möchte ich eine Frage an Sie richten: Halten Sie mich für Ihren Freund? […] Falls Sie diese Frage mit einem Ja beantworten können, so würde ich mich sehr freuen, wenn die Widmung der Sinfonie ohne Namensnennung einfach lauten könnte: „Meinem Freunde gewidmet“ […].
Auf von Mecks Bitte hin legte Tschaikowski in einem ausführlichen Brief außerdem ein Programm des Werkes dar.
Nadeschda von Meck, die in ihrem Haushalt ein durchaus strenges Regiment führte, versuchte, auch die Eheschließungen ihrer Kinder zu bestimmen (wenngleich sie aus Menschenscheu an den jeweiligen Hochzeiten oft gar nicht teilnahm). 1883 gelang es ihr, eine Ehe zwischen ihrem Sohn Nikolai und Tschaikowskis Nichte Anna Dawidowa zu stiften. Dieser Sohn, vor der bolschewistischen Machtübernahme Präsident der Moskau-Kasaner Eisenbahngesellschaft und ebenfalls Kunstmäzen, danach Berater beim Volkskommissariat für das Transportwesen und Abteilungsleiter der Planungsbehörde Gosplan, wurde 1929 im Zusammenhang mit der Vorbereitung des Schauprozesses gegen die Industriepartei verhaftet und erschossen.

## Abbruch der Brieffreundschaft
Im Lauf der 1880er-Jahre hatte sich der anfänglich oft sehr emotionale Duktus der zwischen von Meck und Tschaikowski gewechselten Briefe allmählich versachlicht, und die dazwischenliegenden Zeitintervalle waren größer geworden. Dazu trug auch die zunehmend angeschlagene Gesundheit Nadeschda von Mecks bei, die sich teilweise über längere Zeit nicht in der Lage sah zu schreiben. Jedoch kam für Tschaikowski im September 1890 ein (heute verschollener) Brief von Mecks, in dem sie die Brieffreundschaft und zugleich auch die Rentenzahlung für beendet erklärte, völlig überraschend, zumal sich herausstellte, dass der offenbar angeführte Hauptgrund – schwere finanzielle Verluste – nicht zutraf. Über den tatsächlichen Grund herrscht Unklarheit. Möglicherweise spielten Drohungen ihres familiären Umkreises, Tschaikowskis Homosexualität publik zu machen, eine Rolle. Die zuweilen geäußerte Vermutung, Nadeschda von Meck habe erst zu diesem Zeitpunkt Klarheit über Tschaikowskis Veranlagung erhalten, ist unwahrscheinlich. John Warrack nahm an: „eine so intelligente Frau, die sich bemühte, alles über ihren Komponisten ausfindig zu machen, kann dies kaum oder gar nicht überrascht haben“.
Die bereits länger schwerkranke Nadeschda von Meck verstarb nur wenige Monate nach dem Tod Tschaikowskis im Januar 1894 an Tuberkulose. Zum Sterbeort liegen widersprüchliche Angaben vor: Neben Wiesbaden (z. B. Ena von Baer und Hans Pezold) nennen manche, zumeist neuere Publikationen Nizza (z. B. Floros oder Brown). Am Trauerzug bei der in Moskau stattfindenden Beerdigung nahmen neben den Familienmitgliedern zahlreiche Personen teil, die sie im Lauf ihres Lebens finanziell unterstützt hatte.
1902 wurde ein Teil des Briefwechsels von Tschaikowskis Bruder Modest im Rahmen seiner Biographie veröffentlicht (auch in deutscher Übersetzung). 1934 bis 1936 publizierten W. A. Shdanow und N. T. Schegin bei Academia (Moskau, Leningrad) den gesamten Briefwechsel in drei Bänden (russisch). 1938 erschien in Leipzig unter dem Titel „Geliebte Freundin“ eine Auswahl als deutsche Übersetzung des 1937 in New York von Catherine Drinker Bowen und Barbara von Meck geschriebenen Buches „Beloved Friend“. Etwa zeitgleich erschien ebenfalls in Leipzig eine von Sergei Bortkiewicz direkt aus dem Russischen übersetzte Auswahl. 1964 veröffentlichten die Herausgeber Ena von Baer und Hans Pezold in Leipzig eine erweiterte Auswahl mit dem Titel „Teure Freundin“.
Die Beziehung zwischen Nadeschda von Meck und Tschaikowski sind das literarische Thema der Novellen Wie der Wald gekauft wurde und Als das Feuerwerk erlosch des russischen Autors Juri Nagibin (1920–1994).